# Ricourt
Ricourt település Franciaországban, Gers megyében. Lakosainak száma 47 fő (2022. január 1.). Ricourt Blousson-Sérian, Marciac, Monlezun, Saint-Justin és Sembouès községekkel határos.

## Népesség
A település népessége az elmúlt években az alábbi módon változott:
| Lakosok száma | 66   | 68   | 44   | 68   | 75   | 66   | 67   | 57   | 52   | 47   |
|               | 1968 | 1982 | 1990 | 2006 | 2013 | 2015 | 2017 | 2019 | 2020 | 2022 |